# Космос-2376
Космос-2376 је један од преко 2400 совјетских вјештачких сателита лансираних у оквиру програма Космос.
Космос-2376 је лансиран са космодрома Тјуратам, Бајконур, Казахстан, 13. октобра 2000. Ракета-носач Протон-К је поставила сателит у орбиту око планете Земље. 